# Per Oscar Gustav Dahlberg
Per Oscar Gustav Dahlberg (Torshälla, 7 juli 1953) is een Zweeds kunstenaar die werkt vanuit de Poolse stad Sopot en vanuit Parijs. Zijn werk inspireerde onder meer voor het ontwerp van het Bochtige huisje in Sopot.

## Biografie
Van 1974 tot 1975 studeerde hij in Eskilstuna in Zweden, vervolgens drie jaar grafiek in Cambridge en daarna zes jaar aan het Royal College of Art in Londen waar hij afstudeerde als Doctor of Philosophy.
Hij houdt zich bezig met grafische vormgeving, beeldhouwerij, het beschilderen van textiel, audiovisuele producties en de productie van reclame- en tekenfilms.
Zijn architectonische tekeningen dienden samen met de illustraties van Jan Marcin Szancer als de inspiratiebron voor de architecten Szotyńscy & Zaleski voor het ontwerp van het Bochtig huisje in de stad Sopot.

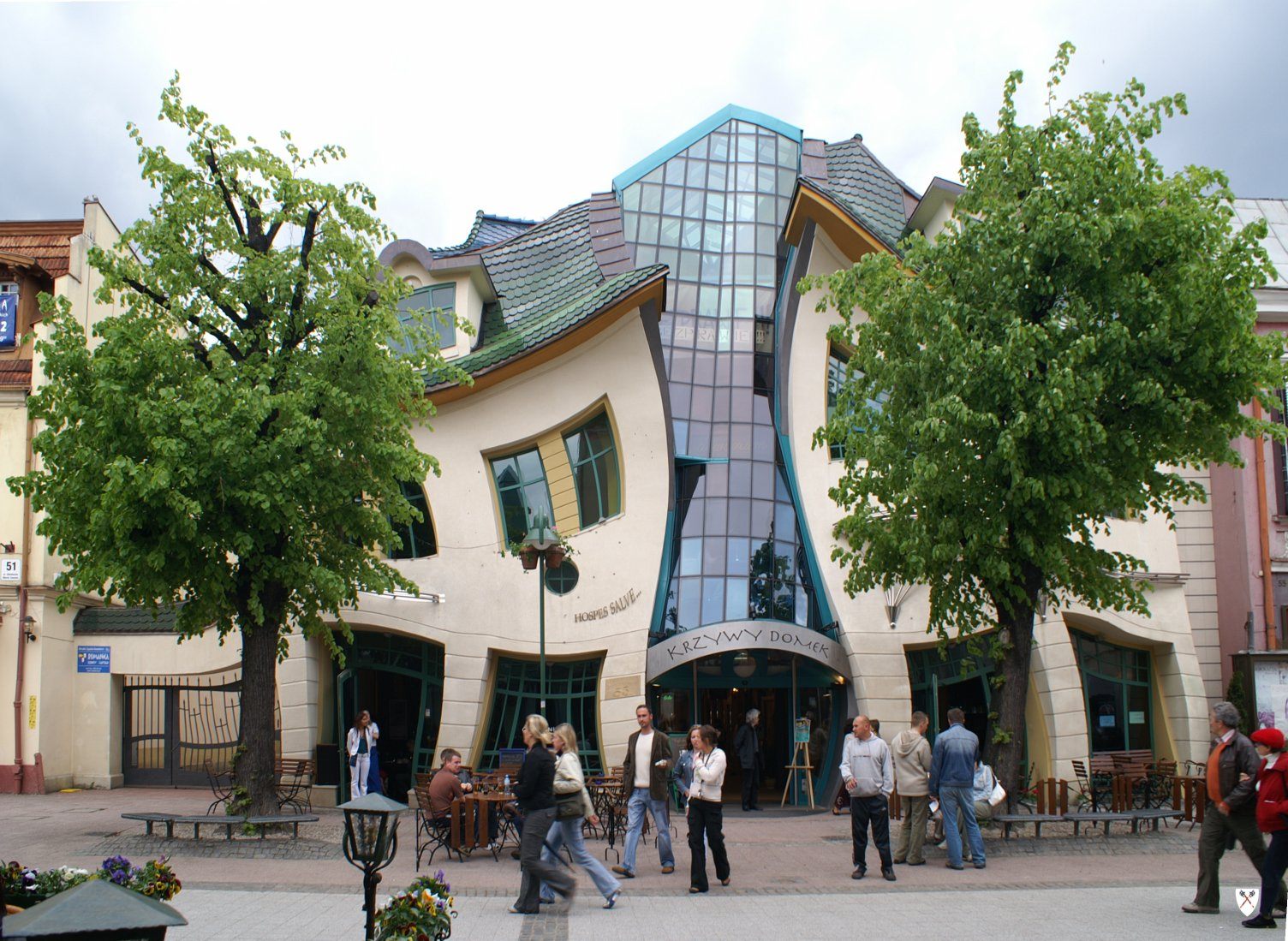
Bochtig huisje in Sopot, een ontwerp van Dahlberg

- Bibliothèque nationale de France: cb16185305k (data)
- Gemeinsame Normdatei: 1102278467
- International Standard Name Identifier: 0000 0003 7464 7598
- Library of Congress Control Number: nb2007013050
- Nationale Bibliotheek van Tsjechië: xx0131234
- Système universitaire de documentation: 176472509
- Virtual International Authority File: 227406447
- WorldCat: E39PBJrRjCGm9HCYFjF43QKmVC